# El Salt
El Salt és un salt d'aigua al començament de la riera de Salvià, més avall dita de Maspujols, en el terme municipal de l'Aleixar però més proper al municipi de Castellvell del Camp, a la comarca catalana del Baix Camp.
Es tracta d'una paret vertical de roca per la qual cau un salt d'aigua que forma dos petits estanys al peu. Algunes vegades s'asseca, sobretot a l'estiu.
La zona és freqüentada per excursionistes, caminants i escaladors, i existeix la tradició local d'anar-hi a menjar la mona de Pasqua, a fer farigola el dia de dijous sant o a esmorzar-hi quan ve el bon temps. També s'hi va a buscar rovellons.